# Andra anglo-mysoreanska kriget
Andra anglo-mysoreanska kriget utbröt till stor del på grund av att amerikanska frihetskriget då pågick, och britterna antogs vara sämre rustade än annars att försvara sina positioner i Indien.
Den mysoreanska hären på 100 000 man marscherade genom Östra Ghats och började plundra Koromandelkusten. De två brittiska arméavdelningarna i området, under general Baille respektive general Munro sökte förena sig, men innan detta lyckades hade Baille omringats av fiendearmén. Baille förlorade de flesta av sina 86 brittiska officerare och 3 000 man vid drabbningen som ägde rum vid Pollilur 10 september 1780.
Baille själv blev vid Pollilur fången, och Haider Ali avstod från att förfölja resterna av den besegrade armén, för att istället marschera mot Arcot som belägrades i åtta veckor, innan staden gav sig.
Fred slöts i Mangalore 11 mars 1784.